# 金槐和歌集
『金槐和歌集』（きんかいわかしゅう）は、鎌倉時代前期の源実朝の家集（歌集）。略称で『金槐集』とも呼ばれる。

## 概要
成立は、建暦3年（1213年）11月23日藤原定家より相伝の『万葉集』を贈られ、定家所伝本の奥書がある同年12月18日(実朝22歳)までとする説が有力。全一巻、663首（貞亨本では719首）掲載されている。『金槐和歌集』の「金」とは鎌の偏を表し、「槐」は槐門（大臣の唐名）を表しているため、別名『鎌倉右大臣家集』といわれている。ただし、実朝の大納言（亜槐）や大臣（内大臣、右大臣）叙任は建保6年（1218年）である。
昭和4年（1929年）に佐佐木信綱によって発見された定家所伝本と、貞享4年（1687年）に版行された貞享本の2系統が伝えられている。前者は建暦3年12月18日の奥書があり、自撰・他撰（定家による撰）両説あるが、冒頭三句と掉尾三句に後鳥羽院への強い思慕が窺えることなどから、自撰が有力である。
後者は、奥書に「柳営亜槐」による改編とあるが、「柳営亜槐（征夷大将軍と大納言）」が誰であるかについて明確でなく、藤原頼経や一条兼良が想定されてきたところ、1968年に益田宗が足利義政と比定し、定説となった。これに対し、2013年に小川剛生は、義政の柳営亜槐時代に歌書収集活動が見られず、足利義尚の柳営亜槐時代に活発な歌集収集、部類（改編）活動が見られることなどから、義尚が文明15年（1483年）前後に編集したことを論証した。
国学者賀茂真淵に称賛されて以来、「万葉調」の歌人ということになっている源実朝の家集であるが、実際には万葉調の歌は少ない。所収歌の多くは古今調・新古今調の本歌取りを主としている。松尾芭蕉は、中頃の歌人は誰かと聞かれ、即座に「西行と鎌倉右大臣」と答えている。正岡子規、斎藤茂吉、小林秀雄からは最大級の賛辞を送られている。
実朝は空前絶後の天稟に恵まれた歌人であり、日本和歌史上最高の独創性に輝く和歌を多数含む。
村上春樹の小説『ノルウェイの森』で、ワタナベ君がミドリに言う「山が崩れて海が干上がるくらい可愛い」というセリフは、本歌集掉尾の「山はさけ　海はあせなむ　世なりとも　君にふた心　わがあらめやも」からの引用である。

## 構成
定家所伝本では、春、夏、秋、冬、賀、恋、旅、雑の各部663首により構成される。万葉調の歌は雑部に多い。冒頭三首は後鳥羽院の朝廷への敬慕を、掉尾三首は後鳥羽院の御書を受けた時の感激を伝える絶唱であり、見事に照応している。
貞享本（柳営亜槐本）は「春部」「夏部」「秋部」「冬部」により構成される「巻之上」、「恋之部」である「巻之中」、「雑部」である「巻之下」719首により構成される。万葉調の写実的、思想的歌は「巻之下」に多い。「柳営亜槐本は、実朝自撰の建暦三年本の部類、配列を、自己の見解に従ってどしどし改変する蛮勇を振ってあり、遺憾な点が少なくない」（樋口芳麻呂「金槐和歌集」解説）とされる。
例：（番号は定家所伝本、貞享本の順）
- けさ見れば山もかすみてひさかたの　天の原より春は来にけり（正月一日よめる　第1.1首）
- 萩の花くれぐれまでもありつるが　月出でて見るになきがはかなさ（第188.210首）
- 乳房吸ふまだいとけなきみどり子と　ともに泣きぬる年の暮れかな　(第349首)
- たまくしげ箱根のみうみけけれあれや　二国かけて中にたゆたふ（第638首）
- 箱根路をわれ越えくれば伊豆の海や　沖の小島に波の寄るみゆ（第639首）
- 空や海うみやそらともえぞ分かぬ　霞も波も立ち満ちにつつ（第641首）
- くれなゐのちしほのまふり山のはに　日の入るときの空にぞありける（第633.700首）
- 神風や朝日の宮の宮遷 かげのどかなる世にこそ有りけれ（伊勢御遷宮の年の歌、第659.616首）
- み熊野の梛の葉しだり雪降らば　神のかけたる四手にぞ有らし　（第312.637歌）
- いそのかみふるき都は神さびて たたるにしあれや人も通はぬ （故郷を神祇に寄せて読みける、第594.646首）
- 塔をくみ堂をつくるも人なげき　懺悔にまさる功徳やはある　（懺悔歌、第616.651歌）
- 世の中は鏡にうつる影にあれ あるにもあらずなきにもあらず （「大乗作中道観歌」、第614.653首）
- ほのほのみ虚空にみてる阿鼻地獄　行方もなしといふもはかなし（第613首）
- 神といひ佛といふも世中の ひとのこころのほかのものかは（「心の心をよめる」、第618.654首）
- 黒木もて君が作れる宿なれば 萬世ふともふりずも有りなむ（大嘗会の年の歌に、第362.677首）
- 大海の磯もとどろに寄する波 われて砕けて裂けて散るかも（第641.697首）
- みちのくにここにやいづく鹽釜の　浦とはなしに煙立つ見ゆ（民のかまどより煙のたつを見て読める、第637.698首）
- いとほしや見るに涙もとどまらず 親もなき子の母を尋ぬる（「道のほとりにおさなき童の母を尋ねていたく泣くを、そのあたりの人に尋ねしかば、父母なむ身にまかりしと答え侍りしを聞て」、第608.717首）
- 時により過ぐれば民のなげきなり八大龍王雨やめたまへ（建暦元年七月洪水被害浸天地民愁歎きせむことを思ひて一人奉向本尊卿至念と云、第619.719首[1]）
- 山はさけ海はあせなむ世なりとも 君にふた心わがあらめやも（太上天皇御書下預時歌、第663.679首）定家所伝本の掉尾